# Hellmuth Chemnitz
Hellmuth Max Chemnitz (* 30. November 1903 in Leipzig; † 17. Januar 1969 ebenda) war ein deutscher Bildhauer und Leiter der Abteilung Plastik an der Fachschule für angewandte Kunst Leipzig.
Mit Chemnitz verbinden sich vor allem Erinnerungen an zahlreiche Tierplastiken, ausgeführt in klein-plastischem Format wie auch als Freiplastiken für öffentliche Räume. Entstanden sind sie während eines Zeitraumes von mehr als 30 Jahren. Stilistische Veränderungen fanden während dieser Zeit kaum oder gar nicht statt. Grundlage blieb das eingehende Studium von Anatomie, körperlicher Erscheinung, Bewegung und Typik des Verhaltens von Tieren, betrieben vor allem im Leipziger zoologischen Garten nicht nur als gezeichnete Studien, sondern auch durch unmittelbare plastische Arbeit vor dem Tier als lebendem Modell.

## Leben
Dem Leipziger Zoo war Chemnitz eng verbunden, „vor allem zu Lebzeiten Professor Schneiders nahmen diese Beziehungen nahezu freundschaftliche Formen an … von Ideen und Entwürfen… bis zu fertigen Plastiken“, schrieb Zoodirektor Siegfried Seifert 1969 in seinem Kondolenzschreiben. Neben Biber, jungem Pavian (1962) und Orang-Utan (1940 beauftragt als plastische Werbung für den Zoo, vollendet 1943, aufgestellt am Naturkunde-Museum und im selben Jahr beim Angriff auf Leipzig zerstört) sind die 1943 und 1944 erteilten Aufträge zur Gestaltung ausgestorbener Tierarten wie Riesenalk, Dronte oder Kiwi besonders bemerkenswert, für die der Künstler intensive tieranatomische Studien trieb.
Basis der künstlerischen Arbeit von Chemnitz bildete eine solide handwerkliche Ausbildung, zunächst von 1918 bis 1922 als Holzbildhauer in der Firma Pönicke & Grau, wo auch der ihm später freundschaftlich verbundene Bildhauer Rudolf Oelzner Lehrling war. Bereits in dieser Zeit war er Modelleur für Architekturmodelle beim Hochbauamt der Stadt Leipzig. Als Geselle arbeitete er in der Kunsttischlerei Albert Müller in seinem Beruf und besuchte seit 1921 als Abendschüler der Städtischen Gewerbeschule die Kurse von Alfred Thiele. Von 1925 bis 1931 studierte er in der Fachabteilung Plastik der Kunstgewerbeschule Leipzig. Sein Lehrer war auch hier Alfred Thiele, in dessen Privatatelier er jahrelang mitgearbeitet hatte. In seinem Abgangszeugnis aus dem Jahr 1931 bescheinigte er seinem Schüler und Mitarbeiter „grundehrliche Gesinnung“ und hob hervor: „Ich konnte ihm alle Arbeiten anvertrauen, Arbeiten in Stein, Holz usw.; Gipsguß u. Modellbau…. In seinen Leistungen hat er es schon… zu einer künstlerischen Reife gebracht“. Nach dem Studium arbeitete Chemnitz ab 1931 freiberuflich in Leipzig. In der Zeit des Nationalsozialismus war Thiele Mitglied der Reichskammer der bildenden Künste. Es ist für diese Zeit seine Teilnahme an 11 Ausstellungen sicher belegt, darunter von 1939 bis 1941 mit sechs Werken an den Großen Deutsche Kunstausstellungen in München.
Auf die Studienzeit geht die Bekanntschaft und spätere lebenslange Freundschaft mit Walter Arnold zurück, der gleich ihm Holzbildhauer gelernt hatte. Nach zeichnerischen Entwürfen Arnolds schuf Chemnitz 1960 die Modelle für die dekorativen Supraporten am Neubau des Opernhauses und überwachte deren Übertragung in Stein. Eigenständig schuf er das Modell für die Akroterien auf dem Bühnenhaus, die vierfach in vergoldetem Leichtmetallguss ausgeführten auffliegenden Tauben.
Chemnitz war 1951 Dozent für Zeichnen an der Volkshochschule Leipzig und von 1953 bis 1964 als Nachfolger Alfred Thieles Leiter der Abteilung Plastik der nunmehrigen Fachschule für angewandte Kunst Leipzig. Einer seiner Schüler war Gottfried Stöhr. Von 1964 bis 1969 war Chemnitz Dozent für Plastik an der Hochschule für Grafik und Buchkunst Leipzig.
Er war Mitglied im Verband Bildender Künstler der DDR.
Gleich seinem Lehrer Thiele war Chemnitz für zahlreiche Studenten Garant einer soliden Ausbildung in allen handwerklichen und formalen Grundlagen als Fundament späterer eigenständiger künstlerischer Entwicklung. Zu ihnen gehörten u. a. Volker Beier, Dieter Dietze, Regina Fleck, Friedrich B. Henkel, Volkmar Kühn, Günter Morgner, Klaus Schwabe, Gottfried Stöhr, Klaus Thiede und Rüdiger Wilfroth.

## Werkstandorte (Auswahl)
- Bad Elster: Pfau, Messing, 1960er Jahre
- Berlin, Humboldt-Universität, Anatomisches Institut: Pelikangruppe (Brunnenplastik), Sandstein, 1955
- Eisenhüttenstadt, Rosenhügel: Liegender Esel, Bronze
- Naturschutztierpark Görlitz: Junger Kragenbär, Bronze, 1959
- Leipzig, Kindergarten Nordstraße: Ziegengruppe, Bronze, 1960
- Leipziger Opernhaus: Eckakroterien (Tauben)
- Fassadengestaltung, 1956–1960 Wohnhaus:
  - Windmühlenstraße / Ecke Wilhelm-Leuschner-Platz: Hochofenarbeiter
  - Bäuerin (Relief), Muschelkalk, 1953–1955
- Leipziger Zoo:
  - Fischotter (Brunnenplastik), Bronze, 1934
  - Schlangenhalsvogel, Bronze auf Steinsäule, 1940
  - Dronte, Stein, 1948–1949
  - Dronte, Bronze, 1949
  - Elbebiber, Bronze, 1949
  - Kiwi, Bronze, 1949
  - Riesenalk, Bronze, 1949–1950
  - Junger Pavian, Stein, 1962

## Ausstellung

### Ausstellungsbeteiligungen
- 1939, 1940 und 1941: München, Große Deutsche Kunstausstellung
- 1947: Leipzig, Museum der bildenden Künste („Malerei der Gegenwart“)
- 1948: Leipzig, Museum der Bildenden Künste („Leipziger Kunstausstellung 1948“)[3]
- 1951/1952: Berlin, Museumsbau am Kupfergraben („Künstler schaffen für den Frieden“)
- 1953 bis 1965. Leipzig, sieben Bezirkskunstausstellungen
- 1953, 1958/1959 und 1962/63: Dresden, Dritte bis Fünfte Deutsche Kunstausstellung
- 1965: Leipzig, Museum der Bildenden Künste („500 Jahre Kunst in Leipzig“)
- 1984: Leipzig, Museum der bildenden Künste („Kunst in Leipzig 1949 -1984“)

### Postume Ausstellungen
- 2003: Leipzig, Galerie im KUNSTkaufhaus Leipzig